# Princess Auto Stadium
Pour les articles homonymes, voir IGF.
Princess Auto Stadium (auparavant Investors Group Field) est un stade multifonction situé sur le campus de l'université du Manitoba à Winnipeg. La capacité du stade est de 33 000 spectateurs, mais elle peut être augmentée jusqu'à 40 000 remplace l'ancien stade Canad Inns. Le stade est l'un des stades hôtes de la Coupe du monde féminine 2015.
Il est actuellement le domicile des Blue Bombers de Winnipeg, une équipe de football canadien professionnel qui évolue dans la Ligue canadienne de football, des Rifles de Winnipeg (en), une équipe de football canadien amateur qui évolue dans la Ligue canadienne de football junior, et des Bisons du Manitoba, une équipe universitaire de football canadien qui évolue en U Sports.

## Histoire
Une lettre d'intention est signée le 13 septembre 2009, entre l'entreprise Creswin Properties de David Asper et l'université du Manitoba, permettant la planification d'un stade à l'intersection de Chancellor Matheson Drive et University Crescent. Le site est adjacent au stade de l'Université, qui a été construit pour les Jeux panaméricains de 1967. La nouvelle proposition inclut la construction d'un stade de 33 000 places, la rénovation du stade de l'Université et une installation sportif. Le coût du nouveau stade devrait s'élever à 160 millions de dollars.
Le nouveau stade abritera également l'équipe de football canadien de l'université du Manitoba. Le stade peut être porté exceptionnellement jusqu'à 40 000 places pour la coupe Grey. Le stade est approuvé le 2 avril 2009. La province du Manitoba a accepté de prêter 90 millions de dollars à David Asper afin de commencer le projet. Les premiers travaux ont débuté en mai 2010.
L'homme d'affaires David Asper ne fait plus partie de l'entente pour le nouveau stade. Le maire Sam Katz a fait cette annonce à la suite d'une réunion à huis clos avec les conseillers au sujet des derniers arrangements financiers pour la nouvelle installation. David Asper sera remboursé de 4 millions de dollars pour ses contributions au projet jusqu'à présent. Katz a également déclaré aux journalistes que le coût maximum sera de 190 millions de dollars. La province dépensera environ 75 millions de dollars. Les Blue Bombers de Winnipeg fournira environ 85 millions de dollars. Puis, la ville de Winnipeg couvrira 12,5 millions de dollars, qui sera financé par la vente de l'ancien site. La ville et la province financeront également 17,5 millions de dollars grâce à des diverses subventions.
Le 14 décembre 2011 est signé un partenariat avec la société Investors Group. Le stade prend le nom d'Investors Group Field, appliquant un naming pour 12 ans.
Le nouveau stade devait être prêt pour le début de la saison 2012. Cependant, le 2 mai 2012, les Blue Bombers ont annoncé que le stade ne serait pas prêt avant septembre, obligeant la franchise à jouer quatre ou cinq matchs au stade Canad Inns pour commencer la saison. En juin 2012, la franchise annonce que le stade ne serait pas prêt avant la saison 2013. En décembre 2013, il est signalé que le dôme gonflable précédemment annoncé est retiré des plans en 2012.
Finalement, le stade a coûté 210 millions de dollars. Le stade est inauguré le 26 mai 2013, lors d'un concert organisé par plusieurs groupes religieux locaux pour la célébration du One Heart Winnipeg. Le premier événement sportif au stade est un match de football canadien entre les Blue Bombers de Winnipeg et les Alouettes de Montréal le 27 juin 2013.
Le 4 mars 2015, le groupe de propriété du stade, Triple B Stadium Inc., a annoncé son intention de poursuivre l'architecte Ray Wan et le constructeur Stuart Olson Dominion. Dans leur déclaration, ils ont cité les dommages causés par l'eau, un drainage insuffisant dans le bâtiment, une isolation inadéquate et des fissures « étendues » dans le béton. Le 23 avril, Stuart Olson rejette la plupart des allégations de Triple B, affirmant que l'entreprise fictive prenait toutes les décisions clés de la construction. Il a également allégué que des facteurs politiques et financiers avaient poussé la province à accélérer les travaux et à réduire son budget. Finalement, le gouvernement du Manitoba va payé 35 millions de dollars pour réparer le stade le 27 octobre 2015.
Le 23 janvier 2024, le propriétaire annonce un nouvel accord de 10 ans pour nommer le stade pour Princess Auto.

## Évènements au stade

### Coupe du monde féminine 2015
Le 6 décembre 2014, le calendrier de la compétition est dévoilé ainsi que l'attribution des différents matchs aux six stades retenus, l'Investors Group Field devant accueillir sept matchs de poules, les 8, 12, 15 et 16 juin 2015. En raison de la politique de la FIFA en matière de parrainage commercial des noms des stades, durant la Coupe du monde le stade se nommera stade de Winnipeg.
| Date         | Équipe 1   | Équipe 2         | Score | Tour               | Affluence |
| ------------ | ---------- | ---------------- | ----- | ------------------ | --------- |
| 8 juin 2015  | Suède      | Nigeria          | 3 - 3 | 1er tour, groupe D | 31 148    |
| 8 juin 2015  | États-Unis | Australie        | 3 - 1 | 1er tour, groupe D | 31 148    |
| 12 juin 2015 | Australie  | Nigeria          | 2 - 0 | 1er tour, groupe D | 32 716    |
| 12 juin 2015 | États-Unis | Suède            | 0 - 0 | 1er tour, groupe D | 32 716    |
| 15 juin 2015 | Allemagne  | Thaïlande        | 4 - 0 | 1er tour, groupe B | 26 191    |
| 15 juin 2015 | Chine      | Nouvelle-Zélande | 2 - 2 | 1er tour, groupe A | 26 191    |
| 16 juin 2015 | Équateur   | Japon            | 0 - 1 | 1er tour, groupe C | 14 522    |

### Autres rencontres internationales
L'équipe du Canada féminine de soccer a disputé son premier match à l'Investors Group Field le 8 mai 2014, contre les États-Unis, lors d'un match nul de 1-1 devant 28 255 spectateurs, ce match est le premier match de soccer dans ce nouveau stade. Le 29 novembre 2015, le stade accueille la finale de la coupe Grey, entre le Rouge et Noir d'Ottawa et les Eskimos d'Edmonton, devant 36 634 spectateurs. Les Eskimos remportent la finale.
Le stade est l'hôte d'un match de la Classique héritage de la LNH qui oppose les Jets de Winnipeg et les Oilers d'Edmonton, le 23 octobre 2016 devant 33 240 spectateurs.

### Concerts
| Date              | Tête d'affiche  | Titre tournée / Concert      | Première partie / Invité                 | Affluence |
| ----------------- | --------------- | ---------------------------- | ---------------------------------------- | --------- |
| 22 juin 2013      | Taylor Swift    | The Red Tour                 | Ed Sheeran / Austin Mahone / Joel Crouse | 33 061    |
| 12 août 2013      | Paul McCartney  | Out There                    | —                                        | 30 149    |
| 27 juillet 2014   | Beyoncé & Jay-Z | On The Run Tour              | —                                        | 29 542    |
| 24 juillet 2015   | One Direction   | On the Road Again Tour       | Icona Pop                                | 24 991    |
| 17 septembre 2015 | AC/DC           | Rock or Bust World Tour      | Vintage Trouble                          | 34 000    |
| 24 août 2017      | Guns N' Roses   | Not in This Lifetime... Tour | Our Lady Peace                           | 30 741    |

## Galerie

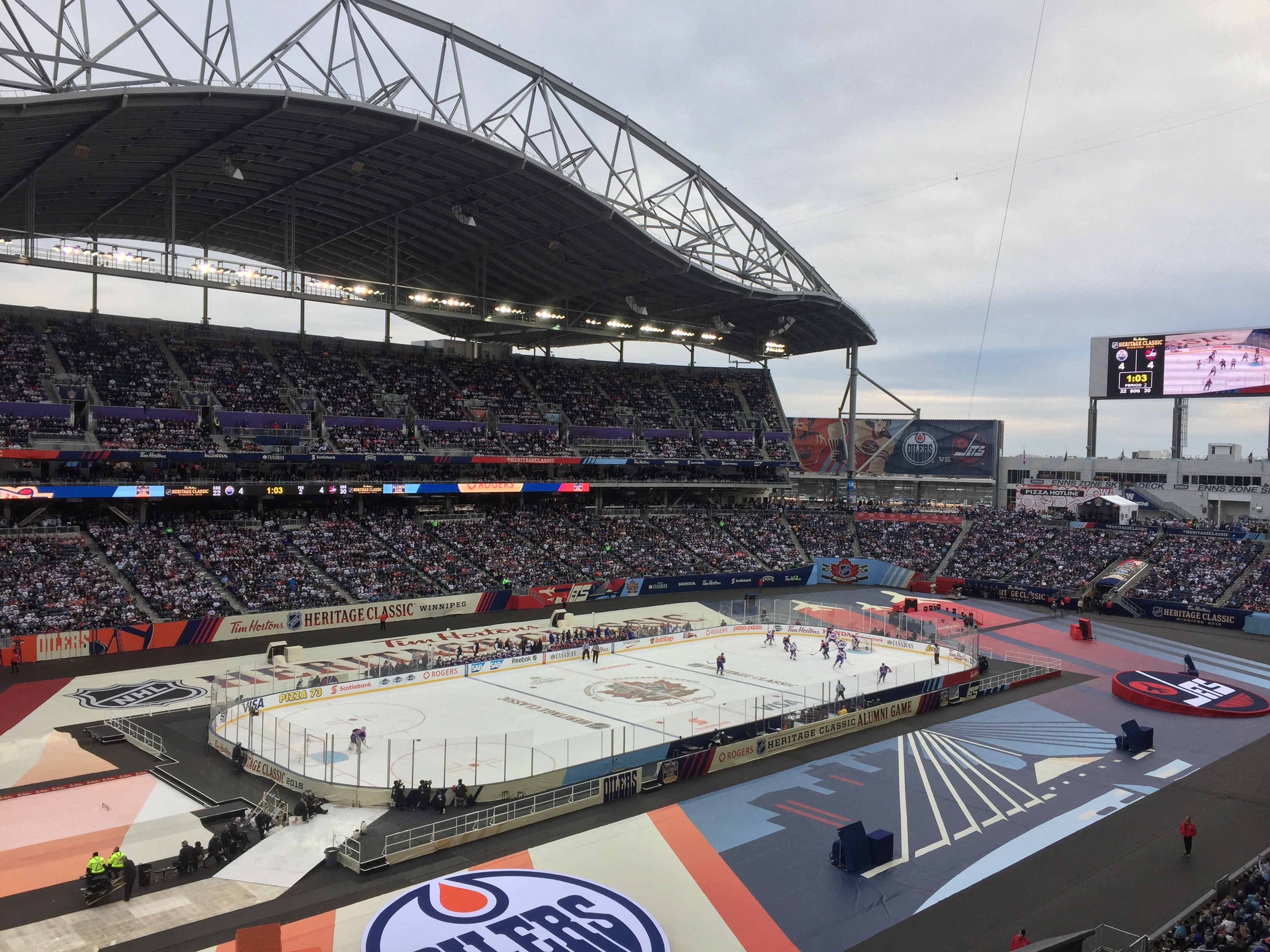
Classique héritage de la LNH 2016
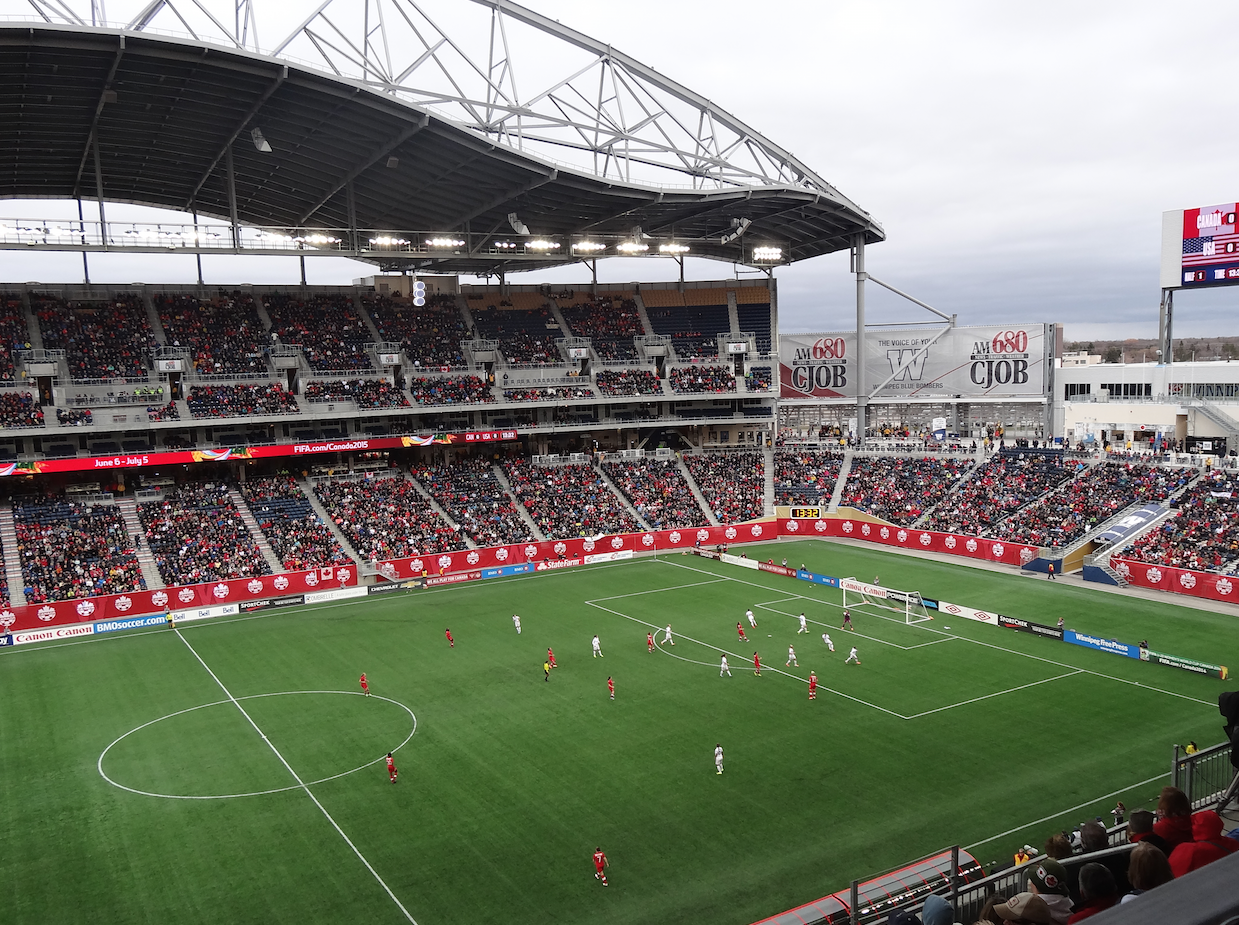
Match amical entre le Canada et les États-Unis
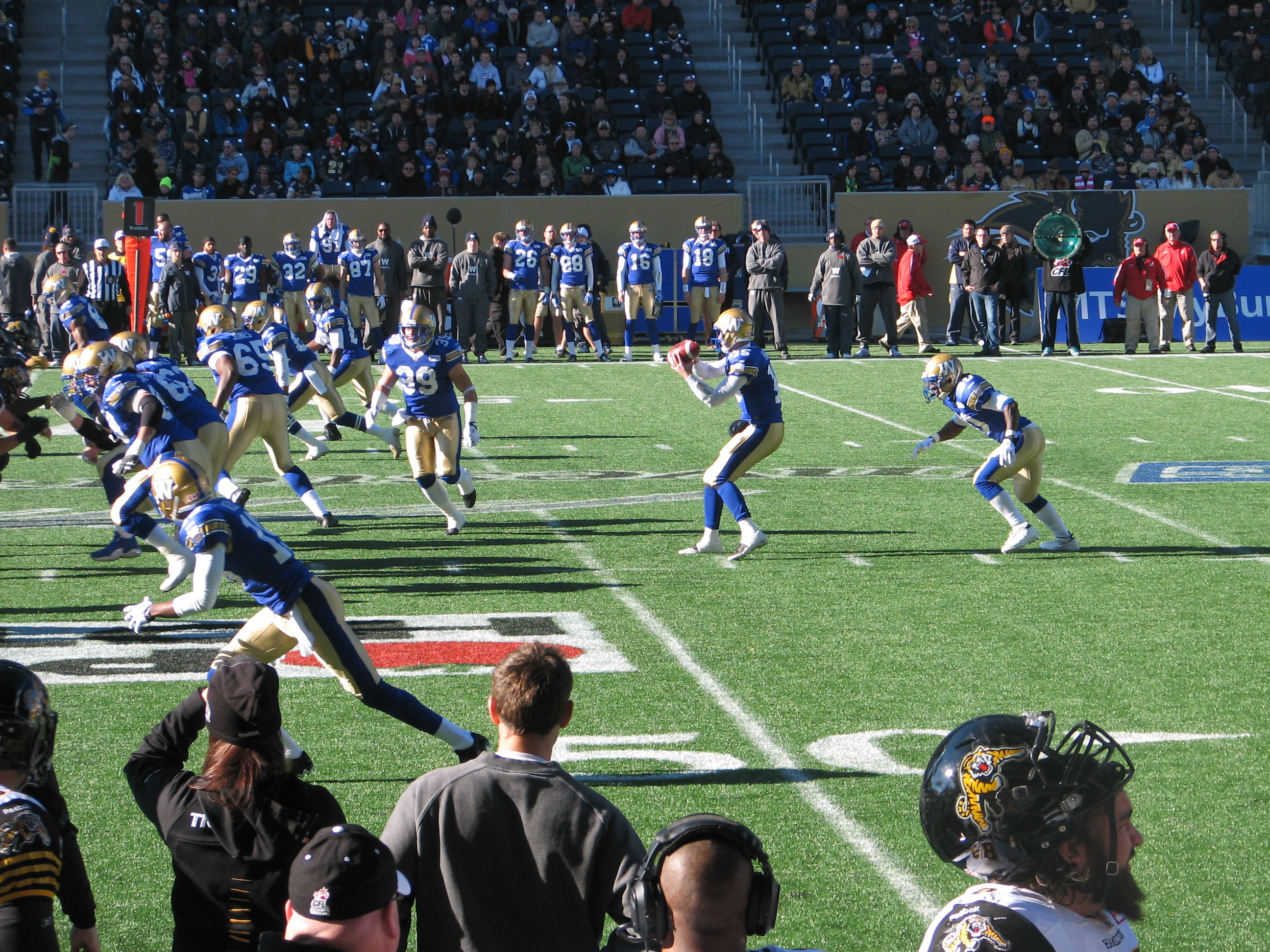
Rencontre entre les Blue Bombers et les Tiger-Cats
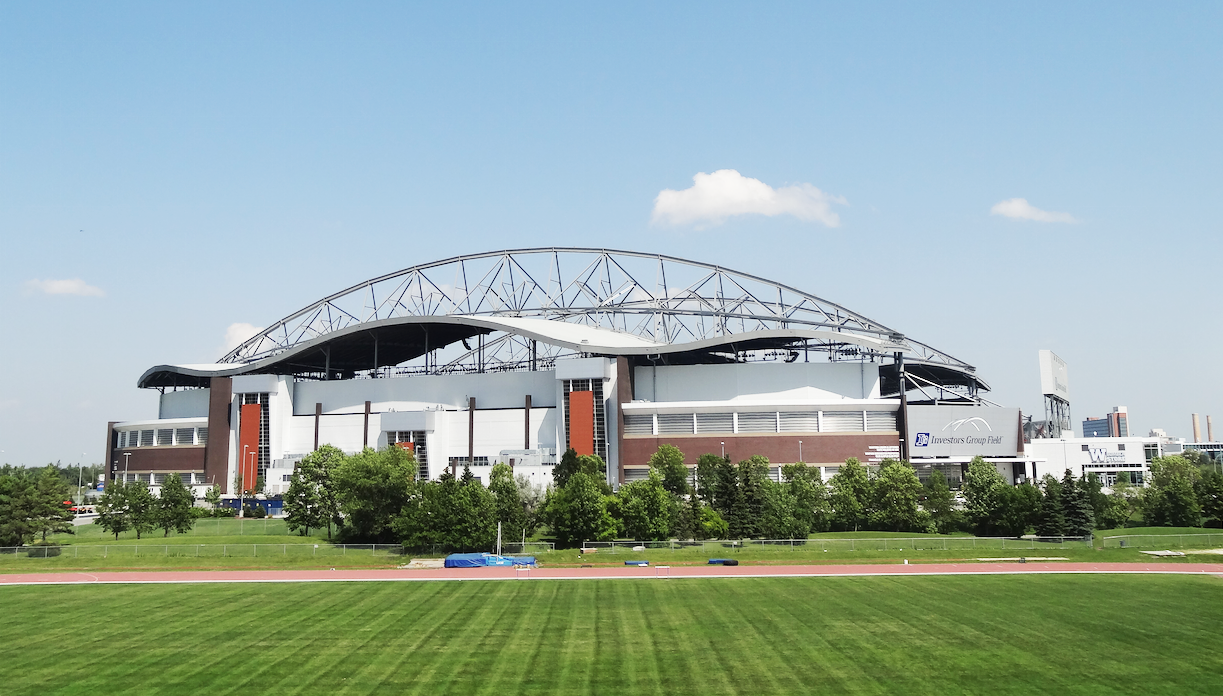
Façade extérieure